# VM i skotercross
VM i skotercross  eller FIM Snowcross World Championship arrangeras av FIM, Fédération Internationale de Motocyclisme, och är en internationell tävling i skotercross där man tävlar med snöskoter. 

## Lista av mästare
| År   | Förare                 | Märke      |
| ---- | ---------------------- | ---------- |
| 2017 | Adam Renheim           | Ski-Doo    |
| 2016 | Adam Renheim           | Ski-Doo    |
| 2015 | Marcus Ogemar Hellgren | Lynx       |
| 2014 | Adam Renheim           | Ski-Doo    |
| 2013 | Adam Renheim           | Ski-Doo    |
| 2012 | Tucker Hibbert         | Arctic Cat |
| 2011 | Emil Öhman             | Lynx       |
| 2010 | Tucker Hibbert         | Arctic Cat |
| 2009 | Peter Ericson          | Lynx       |
| 2008 | Emil Öhman             | Lynx       |
| 2007 | Peter Ericson          | Lynx       |
| 2006 | Peter Ericson          | Lynx       |
| 2005 | Janne Tapio            | Lynx       |
| 2004 | Janne Tapio            | Lynx       |